# Sistema de referència inercial

Figura 1. Sistema de referència en rotació (S') respecte a un altre sistema (S)

Un sistema de referència inercial o sistema de referència de Galileu és un sistema no sotmès a cap força exterior i que, per tant, es desplaça a velocitat constant, d'acord amb la mecànica de Newton. Aquests sistemes són els únics que compleixen les tres lleis de Newton. En cas contrari, es diu que és un sistema de referència no inercial.
A la pràctica, i dins de certs límits, hi ha sistemes de referència que no són estrictament inercials que es poden considerar com a tals. Per exemple, un sistema lligat al centre de masses del sistema solar es pot prendre com a sistema de referència inercial prou precís per a descriure la dinàmica dels planetes.
Donat un sistema de referència inercial, un segon sistema de referència serà no inercial quan descrigui un moviment accelerat respecte al primer. L'acceleració del sistema no inercial pot ser deguda a:
- Un canvi en el mòdul de la seva velocitat de translació (acceleració lineal).
- Un canvi en la direcció de la seva velocitat de translació (per exemple, en un moviment de gir al voltant d'un sistema de referència inercial).
- Un moviment de rotació sobre si mateix (vegeu la figura 1).
- Una combinació d'alguns dels canvis anteriors.